# Дженніфер Ґейбл
Дженніфер Ґейбл (англ. Jennifer Gable) — американська акторка і письменниця, народилася в Александрії, штат Вірджинія. Вона виступила у серіалах «П'яна історія», «Funny or Die» каналу Comedy Central і телесеріалі «Книга вбивств». Ґейбл написала, продюсувала і режисувала короткометражний фільм «13 кроків», який був визнаний переможцем-фіналістом серед драматичних фільмів 2012 року на фестивалі HollyShorts Film Festival. Дженніфер пише стенд-апи і виступає у клубах The Stand, Gotham або Ice House.

## Кар'єра
Народившись у передмісті Вашингтона, округ Колумбія, в сім'ї агента ФБР та інженера Армії США; як єдина дитина, Ґейбл почала виступати у 4 роки в дитячій театральній групі Маунт-Вернона. У молодшій школі вона ставила лялькові вистави. Пізніше в середній школі вона продовжила акторські виступи, а також навчалася танців, грі на скрипці та фігурному катанню. Вона почала працювати на різних роботах, зокрема тренеркою з фігурного катання, вчителькою скрипки та у бізнес-маркетингу. Свою акторську кар'єру Ґейбл розпочала як акторка, ведуча, модель та продюсер стендапу. Навчалася в акторській студії, у Groundlings та групі акторства стендапу Upright Citizens Brigade у Чикаго.
У 2007 році Ґейбл з'явилася в ролі тестувальниці їжі в серіалі Теда Аллена «Chopped». У 2010 році вона знялася у фільмі «Ти не знаєш Джека» у ролі другого плану. Через рік вона виступила на «Excused» як комік. У 2012 році Ґейбл написала, поставила, зіграла та продюсувала короткометражний фільм під назвою «13 кроків» з музикою, виконаною Моді. Фільм був обраний на кінофестивалі HollyShorts 2012 року як переможець фіналу. У 2015 році Ґейбл знялася в серіалі «П'яна історія», працювала асистенткою режисера у фільмі «Зламані коні» та над епізодом «Книга вбивств» в ролі слідчої CSI. Вона також з'явилася в «П'яній історії» як комік.